# День партизанської слави
День партизанської слави — свято України. Відзначається щорічно 22 вересня.

## Історія свята
Свято встановлено в Україні «…на підтримку ініціативи ветеранів війни та з метою всенародного вшанування подвигу партизанів і підпільників у період Великої Вітчизняної війни 1941-1945 років, увічнення їх пам'яті…» згідно з Указом Президента України «Про День партизанської слави» від 30 жовтня 2001 року № 1020/2001.